# Nicolae Ilieșiu
Nicolae Ilieșiu (n. 28 septembrie 1890, Țebea, România – d. 5 mai 1963, Timișoara, România) a fost un istoric și publicist din Timișoara, deputat și senator în Parlamentul României.

## Studii
Nicolae Ilieșiu a urmat studiile liceale la Liceul din Brad și la Liceul Andrei Șaguna din Brașov. După absolvire a urmat la Arad Institutul Teologic, fiind hirotonit preot. În continuare urmează dreptul la Universitatea din Cluj, unde și-a luat și doctoratul.

## Activitate
A renunțat la cariera preoțească pentru postul de profesor de istorie și geografie la Liceul C. D. Loga din Timișoara. După pensionare, între 1948–1949 a lucrat o perioadă la Biblioteca din Timișoara.

### Activitate publicistică
Între 1919–1921 a activat ca redactor la ziarul săptămânal Banatul, care era proprietatea lui Sever Bocu, al cărui director a și fost între 1935–1938. În 1934 a fost redactor responsabil la Voința Banatului, tot al lui Sever Bocu. Între 1934–1935 a fost redactor responsabil și la Drapelul Banatului, editat de PNȚ. Între 1939–1941 a fost redactor responsabil al săptămânalului ASTREI, despărțământul Banat, și al cotidianului Dacia, apărut tot sub patronajul ASTRA, cotidian care din 1942 s-a numit Dacia Traiană.

### Activitate politică
A fost membru marcant al PNȚ. Între 1928–1931, în timpul primei guvernări a PNȚ a fost deputat, iar între 1932–1933 senator, membru în delegația permanentă a PNȚ.

## Opera
Principala sa operă este Timișoara: Monografie istorică, apărută în 1943 în Timișoara în Editura Planetarium. A mai publicat monografia Istoricul reuniunii femeilor române din Timișoara, apărută în 1925 în Editura Cartea Românească.
Ca istoric a lucrat la o monografie a localităților din Banat, pentru care a difuzat în teritoriu un chestionar tip. Lucrarea nu a ajuns să fie publicată de el însuși. După moartea sa manuscrisul a fost achiziționat în 1963 de la soția sa de Muzeul Banatului. Lucrarea conține un foarte bogat material documentar, în special din perioada Primului Război Mondial și a fost publicată în 2011 cu titlul Monografia istorică a Banatului, ediția fiind îngrijită de Dumitru Țeicu.